# Кокино обећање (песма)
Кокино обећање је дечија песма која се налази у збирци дечије књижевности Детињство, познате српске песникиње Десанке Максимовић.
У овој песми  песникиња описује једну баку која је  је везалакоку за канап , да би је казнила. Кокица је била врло несташна,  па је исчупала цвеће и поврће у башти. Бакином унуку Брани је било жао кокице па је замолио баку да јој опрости. Рекао је да му се кокица заклека да више никада неће чепркати врт, него ће увек бити мирна и сваки дан јој давати по три јајета.

## О песникињи
Десанка Максимовић је једна од српских песникиња, приповедач, романсијер, писац за децу, академик Српске академије наука и уметности, повремено преводилац, најчешће поезије с руског, словеначког, бугарског и француског језика.
Писала је песме о детињству, љубави, завичају, природи, животу, пролазности, па и смрти.
Осим њених значајних песмама за младе и одрасле, Десанка Максимови значајна је песникиња за децу. Као и остале песме, и дечије песме садрже описе, богате су стилским фигурама и свака носи лепу поуку. Одрасли и деца обожавају њена дела,свако чита она дела која су му примерена и које могу да разумију. Управо такве песме налазе се у њеној збирци дечје књижевности „Детињство“.